# Potencjał tworzenia efektu cieplarnianego
Potencjał tworzenia efektu cieplarnianego (GWP, z ang. global warming potential) – wskaźnik służący do ilościowej oceny wpływu danej substancji na efekt cieplarniany. Porównuje ilość ciepła zatrzymanego przez określoną masę gazu do ilości ciepła zatrzymanego przez podobną masę dwutlenku węgla. GWP jest przeliczany dla określonego przedziału czasu, zwykle 20, 100 lub 500 lat. GWP dla dwutlenku węgla wynosi z definicji 1. 
Do związków o dużym GWP należą freony, np. dla freonu R-12 (CFC-12) wynosi on 10 600.
Wartość współczynnika GWP zależy od:
- stopnia absorpcji promieniowania podczerwonego przez daną substancję chemiczną,
- czasu życia danej substancji chemicznej w atmosferze.

Węgiel uczestniczy w szybkim cyklu węglowym, w którym pojedyncza cząsteczka CO2 jest usuwana z atmosfery i zastępowana inną cząsteczką CO2 nie zmieniając nadwyżki dwutlenku węgla w atmosferze. Jednocześnie CO2 w niewielkich nadwyżkach jest stosunkowo dobrze absorbowany przez przyrodę, natomiast duże nadwyżki CO2 pozostaną w atmosferze przez setki tysięcy lat lub miliony lat.

## Wartości GWP dla wybranych substancji (wedługIPCC)[2]
| Substancja                                                           | Czas życia w atmosferze (lata)                  | GWP100 |
| -------------------------------------------------------------------- | ----------------------------------------------- | ------ |
| Dwutlenek węgla (CO2)                                                | (nie został podany)                             | 1      |
| Metan (CH4)                                                          | 12 (przy rozkładzie w atmosferze pozostaje CO2) | 23     |
| Podtlenek azotu (N2O)                                                | 144                                             | 296    |
| Heksafluorek siarki (SF6)                                            | 3200                                            | 22 200 |
| Czterofluorek węgla (CF4)                                            | 50000                                           | 5700   |
| Całkowicie podstawione chlorofluorowe pochodne węglowodorów (freony) |                                                 |        |
| CFC-11 (CCl3F)                                                       | 45                                              | 4600   |
| CFC-12 (CCl2F2)                                                      | 100                                             | 10 600 |
| CFC-13 (CClF3)                                                       | 640                                             | 14 000 |
| CFC-113 (CCl2FCClF2)                                                 | 85                                              | 6000   |
| CFC-114 (CCl2CClF2)                                                  | 300                                             | 9800   |
| CFC-115 (CF3CClF2)                                                   | 1700                                            | 7200   |
| Wodorochlorofluorowęglowodory                                        |                                                 |        |
| HCFC-21 (CHCl2F)                                                     | 2                                               | 210    |
| HCFC-22 (CHClF2)                                                     | 11,9                                            | 1700   |
| HCFC-123 (CF3CHCl2)                                                  | 1,4                                             | 120    |
| HCFC-124 (CF3CHClF)                                                  | 6,1                                             | 620    |
| HCFC-141b (CH3CCl2F)                                                 | 9,3                                             | 700    |
| HCFC-142b (CH3CClF2)                                                 | 19                                              | 2400   |
| HCFC-225ca (CF3CF2CHCl2)                                             | 2,1                                             | 180    |
| HCFC-225cb (CClF2CF2CHClF)                                           | 6,2                                             | 620    |
| Wodorofluorowęglowodory                                              |                                                 |        |
| HFC-23 (CHF3)                                                        | 260                                             | 12 000 |
| HFC-32 (CH2F2)                                                       | 5                                               | 550    |
| HFC-41 (CH3F)                                                        | 2,6                                             | 97     |
| HFC-125 (CHF2CF3)                                                    | 29                                              | 3400   |
| HFC-134 (CHF2CHF2)                                                   | 9,6                                             | 1100   |
| HFC-134a (CH2FCF3)                                                   | 13,8                                            | 1300   |
| HFC-143 (CHF2CH2F)                                                   | 3,4                                             | 330    |
| HFC-143a (CF3CH3)                                                    | 52                                              | 4300   |
| HFC-152 (CH2FCH2F)                                                   | 0,5                                             | 43     |
| HFC-152a (CH3CHF2)                                                   | 1,4                                             | 120    |
| HFC-161 (CH3CH2F)                                                    | 0,3                                             | 12     |
| HFC-227ea (CF3CHFCF3)                                                | 33                                              | 3500   |
| HFC-236cb (CH2FCF2CF3)                                               | 13,2                                            | 1300   |
| HFC-236ea (CHF2CHFCF3)                                               | 10                                              | 1200   |
| HFC-236fa (CF3CH2CF3)                                                | 220                                             | 9400   |
| HFC-245ca (CH2FCF2CHF2)                                              | 5,9                                             | 640    |
| HFC-245fa (CHF2CH2CF3)                                               | 7,2                                             | 950    |
| HFC-365mfc (CF3CH2CF2CH3)                                            | 9,9                                             | 890    |
| HFC-43-10mee (CF3CHFCHFCF2CF3)                                       | 15                                              | 1500   |
| Chlorowęglowodory                                                    |                                                 |        |
| CH3CCl3                                                              | 4,8                                             | 140    |
| CCl4                                                                 | 35                                              | 1800   |
| CHCl3                                                                | 0,51                                            | 30     |
| CH3Cl                                                                | 1,3                                             | 16     |
| CH2Cl2                                                               | 0,46                                            | 10     |
| Bromowęglowodory                                                     |                                                 |        |
| CH3Br                                                                | 0,7                                             | 5      |
| CH2Br2                                                               | 0,41                                            | 1      |
| CHBrF2                                                               | 7                                               | 470    |
| Halon-1211 (CBrClF2)                                                 | 11                                              | 1300   |
| Halon-1301 (CBrF3)                                                   | 65                                              | 6900   |
| Jodowęglowodory                                                      |                                                 |        |
| CF3I                                                                 | 0,005                                           | 1      |